# Menemerus brachygnathus
Menemerus brachygnathus là một loài nhện trong họ Salticidae.
Loài này thuộc chi Menemerus. Menemerus brachygnathus được Tord Tamerlan Teodor Thorell miêu tả năm 1887.